# لوكا سيسي
لوكا سيسي (بالإيطالية: Luca Ceci)‏ هو دراج على المضمار إيطالي، ولد في 31 ديسمبر 1988 في أسكولي بيتشينو في إيطاليا.

## وصلات خارجية
- لوكا سيسي على موقع الاتحاد الدولي للدراجات (الإنجليزية)
- لوكا سيسي على موقع أرشيف الدراجات (الإنجليزية)